# Glottis

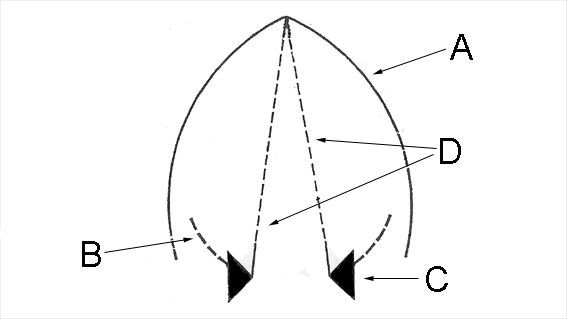

De glottis is de combinatie van de  stembanden en de ruimte daartussen (de rima glottidis of stemspleet ).
Wanneer de stembanden aangespannen worden en er lucht door de glottis geperst wordt vibreren de stembanden en geven ze "stem" aan het geproduceerde geluid.
De geproduceerde vibratie is een essentieel onderdeel van stemhebbende medeklinkers en klinkers. Als de stembanden in rust uit elkaar staan kan lucht tussen hen ontsnappen, wat niet in vibratie resulteert, dit is het geval bij het maken van stemloze medeklinkers of bij normaal ademen.
Wanneer men geluid enkel produceert met de glottis, wordt dit een glottaal genoemd.